# Kévin Ledanois
Pour les articles homonymes, voir Ledanois.

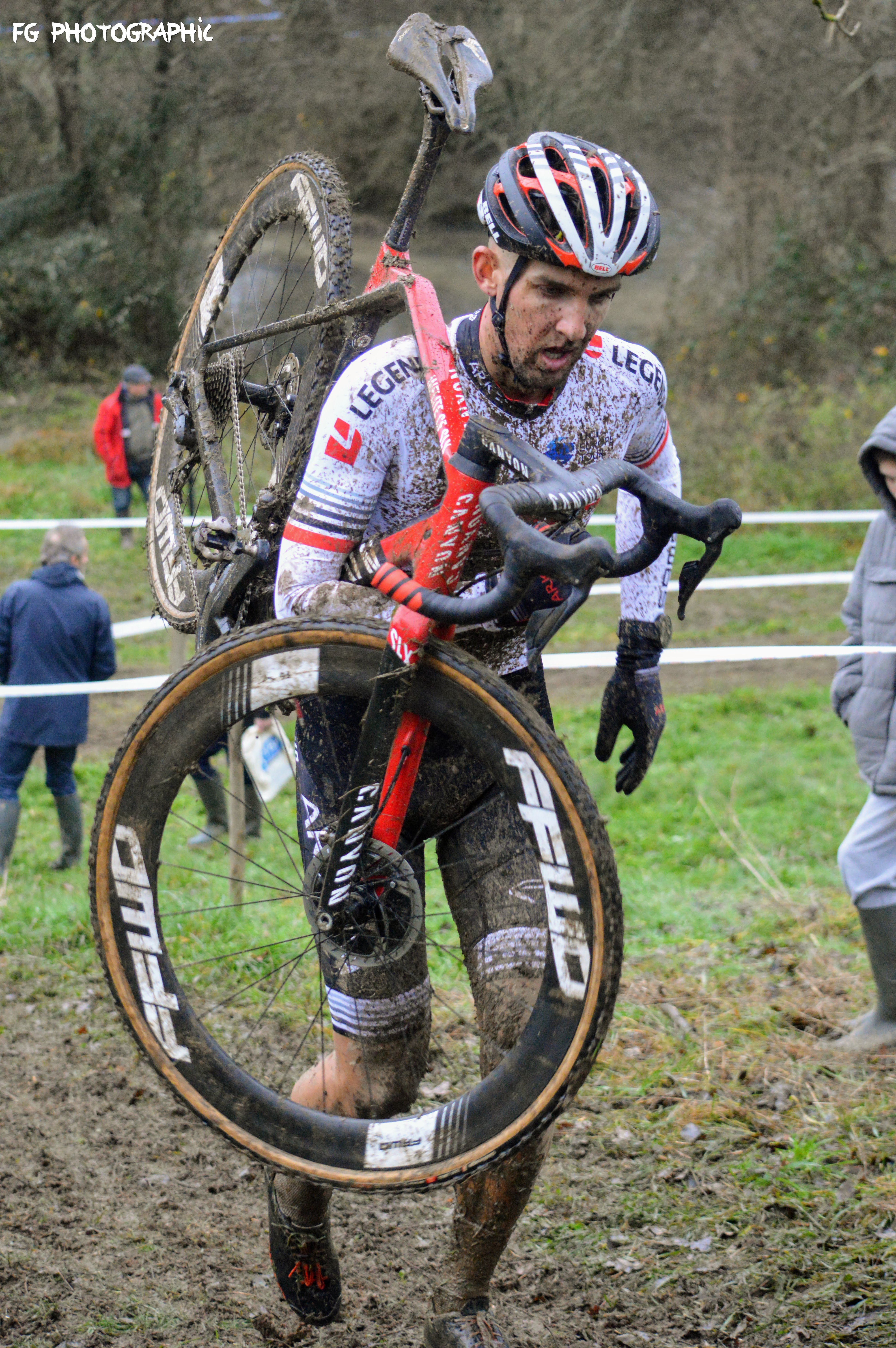
Kevin LEDANOIS - Décembre 2019

Kévin Ledanois (né le 13 juillet 1993 à Noisy-le-Sec) est un coureur cycliste français, professionnel entre 2015 et 2024. Il est notamment champion du monde sur route espoirs en 2015.

## Biographie
Kévin Ledanois est le fils de l'ancien coureur cycliste Yvon Ledanois.
En août 2014, il est recruté par la formation Bretagne-Séché Environnement en tant que stagiaire. Sous ses nouvelles couleurs, il termine notamment sixième de l'Arctic Race of Norway. En septembre, il remporte le Tour du Jura sous les couleurs de l'équipe de France espoirs.
Il réalise sa première performance chez les professionnels le 5 avril 2015 en terminant quatrième de Paris-Camembert. Le 19 avril 2015, il rentre de nouveau dans les dix premières places, prenant la neuvième position au Tro Bro Leon. Lors des premiers Jeux européen à Bakou, il termine dixième de la course en ligne masculine. Le 25 septembre, il devient champion du monde sur route espoirs à Richmond.
En 2016 il se classe troisième de la Classic Loire-Atlantique en mars, son meilleur résultat pour sa troisième saison chez les professionnels, il se fracture le fémur dès février sur le Trofeo Laigueglia alors que son coéquipier, Romain Hardy, en prend la deuxième place.
En juillet 2017 il est présélectionné par Cyrille Guimard pour participer aux championnats d'Europe de cyclisme sur route.
En juillet 2018, il participe à son premier tour de France qui part de Vendée. Il s'échappe lors de la première étape sur des routes qu'il connait bien et remporte le premier maillot à pois du tour de France 2018.
En août 2020, il termine quatrième du Tour du Limousin-Nouvelle-Aquitaine.
En fin de contrat en fin d'année 2021, celui-ci est prolongé jusqu'en fin d'année 2022.
En novembre 2023, Arkéa-Samsic annonce prolonger d'une saison le contrat de Ledanois qui devient alors capitaine de route de sa formation.
Il met un terme à sa carrière le 14 août 2024.

## Palmarès sur route

### Palmarès amateur
- 2011
  - Tour du Coglais[9]
  - 3e du Tour du Bocage Mayennais
  - 3e du Trophée Sébaco
- 2012
  - Grand Prix de Cuillé
- 2013
  - Trophée Twinner
  - 2e épreuve du Challenge Mayennais
  - Trophée Loire-Atlantique
- 2014
  - Tour du Jura
  - 2e du Souvenir Jean-Graczyk
- 2015
  -  Champion du monde sur route espoirs

### Palmarès professionnel
- 2016
  - 3e de la Classic Loire-Atlantique

## Résultats sur les grands tours

### Tour de France
3 participations
- 2018 : 96e
- 2019 : 103e maillot à pois pendant 1 jour
- 2020 : 102e

### Tour d'Espagne
1 participation
- 2023 : 103e

## Classements mondiaux
| Année                                 | 2014 | 2015 | 2016 | 2017 | 2018  | 2019 | 2020 | 2021  | 2022  | 2023 |
| ------------------------------------- | ---- | ---- | ---- | ---- | ----- | ---- | ---- | ----- | ----- | ---- |
| Classement mondial                    |      |      | 807e | 858e | 1658e | 799e | 373e | 1111e | 2217e | 967e |
| UCI Europe Tour                       | 203e | 427e | 514e | 545e | 1071e | 583e | 305e | 825e  | 1395e | nc   |
| UCI America Tour                      | nc   | 17e  | nc   | nc   | nc    |      |      |       |       |      |
|                                       |      |      |      |      |       |      |      |       |       |      |
| Légende : nc = non classéSource : UCI |      |      |      |      |       |      |      |       |       |      |